# Jakab Csaba (színművész)
Jakab Csaba (Csorna, 1953. szeptember 1. – 2024. január 10.) magyar színész.

## Életpályája
Középiskoláit Algírban, egy francia nyelvű iskolában végezte. Édesapja Algériában dolgozott építészmérnökként, kiküldetésben. Lakóházakat, iskolákat, színházakat, sportpályákat tervezett. Jakab Csaba kiválóan beszélt franciául. Édesapja azt szerette volna, ha fia is építész vagy közgazdász lesz. "Én viszont úgy éreztem: az egyetlen pálya, amelyben ki tudok teljesedni, amelyben azt csinálhatom, amit igazán szeretek – az a színészet."
1975–1979 között a Színház és Filmművészeti Főiskolán végezte tanulmányait, a Vígszínházban gyakornokoskodott. 1978-ban játszott először tévében, a Nincs visszaút című tévéjátékban. Diplomás színészként először vidékre szerződött. 1979–1982 között a szolnoki Szigligeti Színház tagja volt. 1981-ben szerepelt először játékfilmben, Szurdi András: A transzport című filmjében. Sokoldalú színész, bár főiskolás korában és kezdőként főleg hősszerepeket osztottak rá. Azóta karakterszerepek is megtalálták – drámai, zenés és prózai darabokban vígjátékokban egyaránt.
1983-tól a Népszínház (Józsefvárosi Színház) és a Budapesti Kamaraszínház tagja volt 2000-ig. Azóta játszott többek között a Pécsi Harmadik Színházban, a dunaújvárosi Bartók Kamaraszínházban, a budapesti József Attila Színházban, az egri Gárdonyi Géza Színházban a salgótarjáni Zenthe Ferenc Színházban is.
A hazai színészek közül ő volt az egyik legtöbbet foglalkoztatott szinkronhang, leggyakrabban Chuck Norrisnak kölcsönözte hangját. Fia: Jakab Márk televíziós műsorvezető. 2007-2011-ig a Movies 24, 2013-2017-ig az AXN Black és 2017-2024-ig a Sony Movie Channel (2022 óta Viasat Film) csatorna hangja volt. 2023-ban az RTL több műsorában is szerepelt, mint konferanszié ("Tippelj és vidd el!", "Sztárbox", The Voice második évad). 2024. január 10-én halt meg 70 évesen.

## Színpadi szerepei
- Peter Weiss: Hölderin –
- Fazekas Mihály: Ludas Matyi – Német ácsmester
- Balassi Bálint: Szép magyar komédia – Palotabéli úr
- Josef Čapek–Karel Čapek: A végzetes szerelem játéka – Dottore
- Schwajda György: Csoda – Brigádvezető
- Gombrowicz: Operett – Lakáj
- Csehov: Platonov – Platonov; Vojnyicev
- William Shakespeare: Ahogy tetszik – Orlando
- Brecht: Baál –
- Wasserman: La Mancha lovagja – Dr. Carasco
- Horváth Péter: Kamarambo, a senki fia – Énamén
- Grünwald-Löhner-Beda: Bál a Savoyban – René
- Hašek: Az út avagy Svejk, a derék katona további kalandjai – Bousek
- Szophoklész: Élektra – Püladész
- Svarc: Hókirálynő – Klaus
- O’Neill: Amerikai Elektra – Peter Niles
- William Shakespeare: Troilus és Cressida – Aenas, Troilus
- Erich Kästner: Emil és a detektívek – Gusztáv
- Brecht: Koldusopera – Fűrész Róbert
- William Shakespeare: Hamlet, dán királyfi – Francisco
- Menzel: A három megesett lány esete – Ottavio
- Dürrenmatt: A nagy Romulus – Apollyon
- Csurka István: Az idő vasfoga – Kenéz Pál
- Lázár Ervin: A hétfejű tündér – Mikkamakka
- Vörösmarty Mihály: Handabasa, avagy a fátyol titkai – Rigó Rezső
- Szörényi-Bródy: István, a király – Pázmány
- Szép Ernő: Lila ákác – Minusz
- Urbán Gyula: Itt a piros, hol a piros! – Rezovics Boguszláv
- Schwajda György: Kakukktojás – Részeg
- G. B. Shaw: Szent Johanna – Poulegey
- Molnár Ferenc: Delila – Ügyvéd
- Mészöly Miklós: Bunker – Tizedes
- Sławomir Mrożek: Mészárszék – Hegedűművész
- Csongrádi Mária: Ali baba és a rablók – Mohamed
- Sármándi Pál: Peti meg a róka – János vitéz
- Katona József: Pártütés – Svammbert Bohuszláv
- Feldek: Az ennivaló nagynéni – Péter
- Csokonai Vitéz Mihály: Az özvegy Karnyóné s a két szeleburdiak – Tipptopp
- Móricz Zsigmond: Búzakalász – Főjegyző
- Georges Feydeau: Bolha a fülbe – Victor Chandebise
- Molière: A fösvény – Cléante
- Rainer Werner Fassbinder : A fehér méreg – Rumpf
- Burgess: Mechanikus narancs – Csavargó; Álorvos; Cherry
- William Shakespeare: Athéni Timon – Sempronius
- Szakcsi Lakatos Béla–Csemer Géza: Cigánykerék – Tax
- Rideg Sándor: Indul a bakterház – Pista csendőr
- Marlowe: II. Edward angol király –
- William Shakespeare: A makrancos hölgy – Hortensio
- Halász Gyula-Kristóf Károly: Handa banda – Harry Dixon
- Gems: Piaf – Igazgató; Felügyelő
- Kertész Ákos: Egész évben karácsony – Isti
- Georges Feydeau: Osztrigás Mici – Corignon
- Katona József: Bánk bán '96 – Simon bán
- Csehov: Sirály (Madárkák) – Samrajev
- Orton: Amit a lakáj látott (a kulcslyukon át) – Match őrmester
- Csáth Géza–Kiss Csaba: Animus és Anima – Animus
- William Shakespeare: III. Richárd –
- Hunyady Sándor: Feketeszárú cseresznye – Balázsházy
- Josef Hader–Alfred Dorfer: India – Fellner
- Storey: Anyánk napja – Peters
- Molière: Tartuffe – Tartuffe
- Móricz Zsigmond: Rokonok – Kopjáss István főügyész
- Háy János: A Herner Ferike faterja – Krekács Béla
- William Shakespeare: Vízkereszt, vagy amit akartok – Malvolio
- Carlo Goldoni: A legyező – Del Cedro
- Hašek: Svejk – Lucas
- Della Porta: A szolgálólány, avagy a cselekvések komédiája – Gerasto öregember
- William Shakespeare: A makrancos hölgy, avagy a hárpia megzabolázása – Baptista

## Filmjei

### Játékfilmek
| - A transzport (1981) - Hatásvadászok (1982) - István, a király (1984) - Mata Hari (1985) - Az élet muzsikája – Kálmán Imre (1985) - Képvadászok (1986) - A másik ember (1987) | - Találkozási pont: Budapest (1987) - Soha, sehol, senkinek (1988) - Iskolakerülők (1989) - Ébredés (1995) - Montecarlo (2004) - Állítsátok meg Terézanyut! (2004) - Bunkerember (2010) - A tökéletes gyilkos (2016) |

### Tévéfilmek
| - Nincs visszaút (1978) - Hamlet, dán királyfi (1983) - Mozart (1984) - Caligula helytartója (1984) - A megoldás (1987) - Szomszédok (1988-1990) - Fűszer és csemege (1988) - Margarétás dal (1988) - A kis cukrászda (1988) - Linda (1989) | - Randevú Budapesten (1989) - Kéz kezet mos (1989) - Családi kör (1990) - Angyalbőrben (1990) - A templomos lovagok kincse (1992) - Uborka (1992) szinkronhang - Kisváros (1994-2000) - Barátok közt (2001, 2015) - A szivárvány harcosa (2001) - Jóban Rosszban (2006-2007) - A merénylet (2018) - Mintaapák (2019) - Hazatalálsz (2023) - …a szomszéd tehene (2024) |

## Szinkronszerepei
akiket szinkronizált: (legalább 2 alkalommal)
| - Chuck Norris – 26 alkalommal - Lex Barker – 8 alkalommal - Denzel Washington – 9 alkalommal - Tchéky Karyo – 4 alkalommal - Billy Bob Thornton – 3 alkalommal - David Strathairn – 3 alkalommal - Ernie Hudson – 3 alkalommal - Jean-Claude Van Damme – 26 alkalommal - Armand Assante – 2 alkalommal - Bruce Altman – 2 alkalommal - Cam Neely – 2 alkalommal - Dolph Lundgren – 38 alkalommal - Don Johnson – 2 alkalommal - Gabriel Byrne – 2 alkalommal - Jason Statham - 2 alkalommal | - Jackie Chan – 2 alkalommal - James Remar – 2 alkalommal - Jay Thomas – 2 alkalommal - John C. McGinley – 2 alkalommal - Kurt Russell – 2 alkalommal - Liam Neeson – 2 alkalommal - Ray Liotta – 2 alkalommal - Richard Pryor – 2 alkalommal - Samuel L. Jackson – 2 alkalommal - Ted Danson – 2 alkalommal - Tony Plana – 2 alkalommal - Tony Shalhoub – 2 alkalommal - William Fichtner – 2 alkalommal - Alfred Molina – 2 alkalommal |

### Filmekben
Alain Delon – Zorro

### Sorozatbeli szinkronszerepek
| Cím                                          | Szerep                   | Színész                            |
| -------------------------------------------- | ------------------------ | ---------------------------------- |
| Alias                                        | Marcus Dixon             | Carl Lumbly                        |
| A Mandalóri                                  | Birodalmi százados       | Titus Welliver                     |
| A házasság buktatói                          | Mesut                    | Mesut Özkeçeci                     |
| Andor                                        | Davo Sculdun             | Richard Dillane                    |
| A szökés                                     | John Abruzzi             | Peter Stormare                     |
| Bostoni halottkémek                          | Dr. Garret Macy          | Miguel Ferrer                      |
| Breaking Bad – Totál szívás Better Call Saul | Gustavo Fring            | Giancarlo Esposito                 |
| Brooklyn 99                                  | Raymond Holt kapitány    | Andre Braugher                     |
| Csillagkapu                                  | Apophis                  | Peter Williams                     |
| Csillagközi szökevények (3.-4. évad)         | Bialar Crais kapitány    | Lani John Tupu                     |
| Egyszer volt, hol nem volt                   | Kurt Flynn Hádész        | John Pyper-Ferguson Greg Germann   |
| Félig üres                                   | Ted Danson               | Ted Danson                         |
| Harmadik műszak                              | Monte 'Doki' Parker      | Michael Beach                      |
| Két férfi, egy eset                          | dr. Markus Lessing       | Paul Frielinghaus                  |
| Ki vagy, doki? (A holtak bolygója)           | Lou                      | Reginald Tsiboe                    |
| Kórház a pálmák alatt                        | Jean-Claude Valentine    | Pierre Brice                       |
| Mavi szerelme                                | Cemal Göreçki            | Cüneyt Mete                        |
| Mission: Impossible – Az akciócsoport        | Nicholas Black           | Thaao Penghlis                     |
| Ördögi kör                                   | Martin Acero             | Miguel Varoni                      |
| Párizsi helyszínelők (R.I.S.)                | Gilles Sagnac            | Philippe Caroit                    |
| Power Rangers: Mystic Force                  | Jinenji                  | Oliver Driver – angol szinkronhang |
| South Park                                   | több szerepben           |                                    |
| Star Trek: Enterprise                        | Jonathan Archer kapitány | Scott Bakula                       |
| Szex és New York                             | Richard Wright           | James Remar                        |
| Walker, a texasi kopó                        | Walker                   | Chuck Norris                       |
| Soy Luna                                     | Rey                      | Rodrigo Pedreira                   |
| CSI: A helyszínelők                          | D. B. Russel             | Ted Danson                         |
| Csernobil                                    | Viktor Brjuhanov         | Con O'Neill                        |

### Filmbeli szinkronszerepek
| Cím                         | Szerep         | Színész      |
| --------------------------- | -------------- | ------------ |
| Ki vagy, doki? (film, 1996) | A Mester/Bruce | Eric Roberts |

### Anime/Rajzfilmbeli szinkronok
| Cím                                         | Karakter                       | Szinkronhang                    |
| ------------------------------------------- | ------------------------------ | ------------------------------- |
| A jó, a rossz és Foxi Maxi (1988)           | Pinky Dalton                   | Charles Adler                   |
| Batman: A bátor és a vakmerő (2008)         | Batman                         | Diedrich Bader                  |
| Batman: A rajzfilmsorozat (Viasat 6) (1992) | Bruce Wayne / Batman           | Kevin Conroy                    |
| Batman of the Future (1999)                 | Bruce Wayne                    | Kevin Conroy                    |
| Bionicle 2. – Metru Nui legendája (2004)    |                                | További szinkronhang            |
| Bleach (3. évad)                            | Aikava Love                    | Inada Tecu                      |
| Bleach: Elveszett emlékek (2006)            | Ganrju                         | Maszasi Ebara                   |
| D, a vámpírvadász – Vérszomj (2000)–        | Borgoff                        | Matt McKenzie                   |
| Jaj, a szörnyek!                            | Grombo                         |                                 |
| LEGO: Az igazság ligája – Harc a légióval   | Bűvész                         | Mark Hamill                     |
| Csillag kontra Gonosz Erők                  | Toffe                          | Michael C. Hall                 |
| Naruto (Jetix-változat)                     | Ucsiha Itacsi                  | Isikava Hideo                   |
| Pindúr pandúrok                             | Ő                              | Tom Kane                        |
| Porco Rosso – A mesterpilóta (1992)         | Marco Pagot (Porco Rosso)      | Shuichiro Moriyama              |
| Pókember elképesztő kalandjai               | Fátum Doktor                   | Maurice LaMarche                |
| Scooby-Doo és a múmia átka (2005)           | Amahl Ali Aklar                | Oded Fehr                       |
| Scooby-Doo! Rejtély a bajnokságon           | Mr. McMahon                    | Vince McMahon                   |
| Star Wars: A klónok háborúja                | Wullf Yularen                  | Tom Kane                        |
| Star Wars: A klónok háborúja                | 99                             | Dee Bradley Baker               |
| Star Wars: Lázadók                          | Wullf Yularen Ezredes Fenn Rau | Tom Kane Kevin McKidd (2. évad) |
| Tini nindzsa teknőcök                       | Tatsu mester                   | Michael McConnohie              |
| Verdák                                      | Buzz Lightyear-autó            | Tim Allen                       |
| Lego Ninjago: A Spinjitzu mesterei          | Ray Smith                      | Vincent Tong                    |

### Videojáték
- League of legends – Braum, Vel'Koz